# Flughafen Lubbock

i7
i11
i13
Der Lubbock Preston Smith International Airport (IATA-Code: LBB, ICAO-Code: KLBB) ist ein öffentlicher Flughafen auf 1000 m Seehöhe 5 km nördlich von Lubbock, Texas, in den Vereinigten Staaten. Die Fläche des Flughafens beträgt 1200 ha. Er hat zwei Betonpisten mit 3505 m bzw. 2439 m und jeweils 46 m Breite und eine Asphaltpiste mit 881 m Länge und 23 m Breite. Er ist der achtgrößte Flughafen in Texas.

## Geschichte
Lubbock International Airport wurde 1929 als Lubbock Municipal Airfield gegründet. Das Kriegsministerium der Vereinigten Staaten (War Department) der US-Regierung übernahm den Flughafen 1942 und schuf das South Plains Army Airfield. Aufgabe dieser Anlage war die Ausbildung von Kampfgleiterpiloten. Diese Kampfgleiter wurden entwickelt, um Soldaten, kleine Jeeps, Kanonen oder andere Vorräte schnell und leise zu befördern. Diese „stillen Flügel“ wurden ausgiebig bei der D-Day-Invasion auch bei vielen Operationen im pazifischen Raum eingesetzt. Das South Plains Army Airfield entwickelte sich zur größten Segelflug-Trainingsanlage der Welt. Nach dem Zweiten Weltkrieg wurde der Flughafen wieder von der Stadt Lubbock betrieben. Der kommerzielle Flugdienst begann am 1. Juli 1945 mit einem von Braniff Airways durchgeführten Flug nach Dallas.
Braniff Airways, später Braniff International Airways, führte ab 1945 planmäßige Passagierflüge nach Lubbock durch, Continental Airlines bis 1948. Airline-Jets kamen 1965 mit Braniff International Airways und 1966 mit Continental Airlines an. Im Frühjahr 1966 flog Braniff mit BAC One-Eleven nonstop nach Dallas Love Field und Amarillo sowie Lockheed L-188 Electra und Convair 340, während Continental mit Douglas DC-9-10 nonstop nach Dallas Love Field und El Paso flog, zusätzlich zu Vickers Viscount-Flügen. Eine weitere Fluggesellschaft, die Trans-Texas Airways flog mit Convair 240 und Douglas DC-3 von und nach Lubbock.
Der Flughafen wurde 2004 nach dem ehemaligen Gouverneur von Texas, Preston E. Smith benannt.
Von 2016 bis heute bedienen American Airlines, Southwest Airlines und United Express den Flughafen.

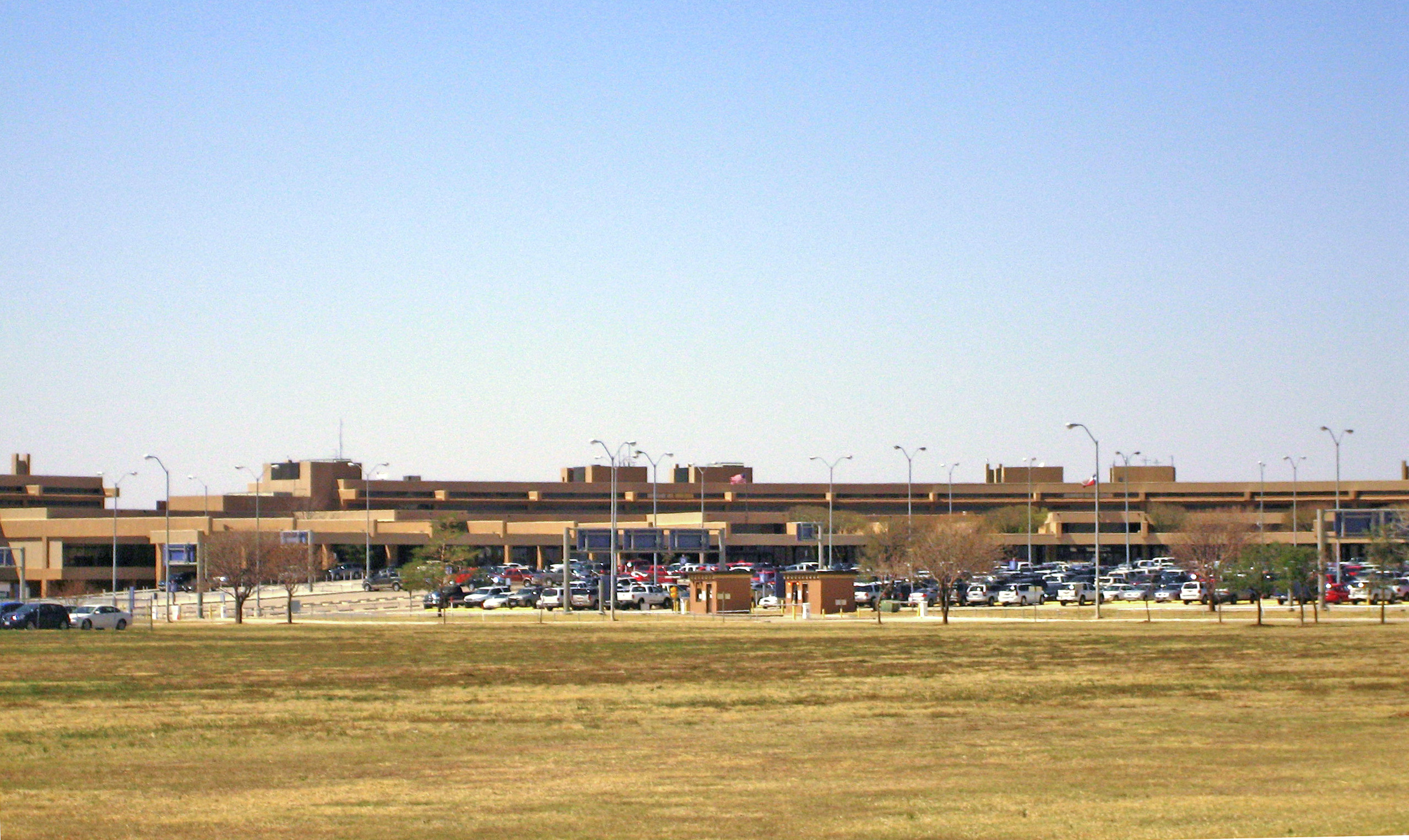

## Flugbetrieb
Der Rekord an Passagierzahlen mit 520.181 stammt aus dem Jahr 2019. Im Jahre 2022 haben 92.881 Flugbewegungen stattgefunden, davon 17.348 lokale Bewegungen, 33.635 Zwischenlandungen, 16.248 Air-Taxi-Flüge und 12.853 militärische Flüge. 100 einmotorige und 35 zweimotorige Turboprop-Flugzeuge, 19 Jetflugzeuge und 2 Helikopter waren 2022 hier stationiert.

## Zwischenfälle
- Am 27. Januar 2009 schlug eine ATR-42-320-Frachtmaschine der Empire Airlines im Auftrag von Federal Express (Luftfahrzeugkennzeichen N902FX) auf dem Flughafen Lubbock (Texas) vor dem Aufsetzpunkt auf und rutschte von der Landebahn. Durch ein geringes Feuer wurden die beiden Piloten leicht verletzt. Trotz des Ausfalls der Landeklappen, wiederholter Warnungen vor Strömungsabriss sowie „pull up!“-Warnungen setzte der Kapitän den Anflug fort, statt wie vorgeschrieben sofort Vollgas zu geben. Nach der letzten Warnung kam es zum Strömungsabriss, die Maschine schlug mit extrem hoher Sinkgeschwindigkeit von 2000 Fuß pro Minute auf dem Boden auf und wurde irreparabel beschädigt.[13]

- Am 4. Februar 2015: Eine Piper PA-46-500TP Malibu Meridian (N301D) prallte gegen einen Fernsehturm-Abspanndraht, mehrere Stromleitungen und Gelände und kam dann auf einem offenen Feld etwa 800 Fuß (243 m) vom Turm entfernt zum Stillstand, der Pilot und einzige Insasse wurde getötet.[14]

- Am 26. Oktober 2020: Eine Cessna 210 Centurion (N9622T) stürzte nicht weit von der Landebahn entfernt wegen ungünstiger Wetterbedingungen ab, der Pilot und einzige Insasse wurde dabei getötet. Wahrscheinliche Ursache: Vereisung.[15]